# Insulina glargina
A insulina glargina é uma insulina de ação prolongada, usada no tratamento do diabetes tipo I e tipo II e comercializada sob o nome Lantus, entre outros. É a insulina de ação prolongada normalmente recomendada no Reino Unido. É usada uma vez ao dia como uma injeção logo abaixo da pele e seus efeitos geralmente começam uma hora após o uso.
Os efeitos colaterais comuns incluem baixo nível de açúcar no sangue, problemas no local da injeção, coceira e ganho de peso. Dentre outros efeitos colaterais graves, inclui-se o baixo nível de potássio no sangue. Geralmente, durante a gravidez, dá-se preferência à insulina NPH em vez da insulina glargina. Após a injeção, microcristais liberam insulina lentamente por cerca de 24 horas. Essa insulina faz com que os tecidos do corpo absorvam a glicose do sangue e diminui a produção de glicose pelo fígado.
A insulina glargina foi aprovada para uso médico nos Estados Unidos em 2000 e está na Lista de Medicamentos Essenciais da Organização Mundial de Saúde. Em 2018, nos Estados Unidos, custava cerca de US$ 26 por 100 unidades no atacado. No Reino Unido, este valor custa ao NHS cerca de £ 2,35. Foi o 33º medicamento mais comumente prescrito nos Estados Unidos em 2017, com mais de 20 milhões de prescrições.